# 펠라고니아 지방

펠라고니아 지방의 위치

펠라고니아 지방(마케도니아어: Пелагониски регион)은 북마케도니아를 구성하는 8개의 통계 지방 가운데 하나로 면적은 4,719km2, 인구는 231,500명(2014년 기준), 인구 밀도는 49명/km2이다. 북마케도니아 남서부에 위치한다.
남서쪽으로는 알바니아, 남쪽으로는 그리스와 국경을 접하며 서쪽으로는 남서부 지방, 동쪽으로는 바르다르 지방과 접한다. 9개 지방 자치체(비톨라시, 데미르히사르시, 돌네니시, 크리보가슈타니시, 크루셰보시, 모길라시, 노바치시, 프릴레프시, 레센시)가 이 지방에 속한다.